# Roshen
Korporacja Cukiernicza „Roshen” (ukr. Кондитерська корпорація «Рошен») – największe ukraińskie przedsiębiorstwo zajmujące się produkcją wyrobów cukierniczych, założone w 1996 roku przez Petra Poroszenkę, od którego nazwiska pochodzi nazwa przedsiębiorstwa.
W asortymencie przedsiębiorstwa znajduje się ponad 200 rodzajów słodyczy, w tym cukierki, czekolady, karmelki, ciastka, wafle, marmolady oraz torty. Znanymi produktami są tort Kijowski, czekolada Czajka, cukierki Kijów wieczorowy, Biłoczka, Liszczyna, batoniki Tidbit i inne. Roshen eksportuje swe wyroby do krajów europejskich, amerykańskich i azjatyckich.
W 2015 firma weszła na rynek polski.